# Биков Ернест Миколайович
Ерне́ст Микола́йович Би́ков (2 жовтня 1936, Тараща — 25 жовтня 2004, Київ) — український інженер-конструктор. Головний конструктор Київського інституту «Діпромісто». Лауреат Державної премії Української РСР імені Тараса Шевченка (1978), Державної премії Української РСР з архітектури (1990), Державної премії України в галузі архітектури (2013, посмертно).

## Біографія

Могила Ернеста Бикова, Байкове кладовище

Народився 2 жовтня 1936 року в Таращі, в родині кінооператора Миколи Бикова (1909—1945). 1959 року закінчив Київський інженерно-будівельний інститут.
Від 1962 року працював в інституті «Діпромісто», займаючи посади старшого інженера, керівника групи, у 1973—1987 роках — головний спеціаліст-конструктор в архітектурно-планувальній майстерні № 4, від 1987 року — головний інженер, від 1993 року — головний конструктор інституту.
Помер на 69-му році життя 25 жовтня 2004 року. Похований на Байковому кладовищі (ділянка № 49б, 50°25′2.67″ пн. ш. 30°30′3.69″ сх. д. / 50.4174083° пн. ш. 30.5010250° сх. д.).

## Творчість
Керував проєктуванням:
- театрів у Житомирі, Дніпропетровську, Луцьку, Хмельницькому, Білій Церкві,
- кінотеатру «Зоряний» в Києві.

Керував реконструкцією Київського академічного театру оперети. Приміщення театру будувалося на початку XX-го століття на благочинні кошти як приміщення Троїцького народного дому.

Київський кінотеатр «Зоряний», один з проєктів Ернеста Бикова
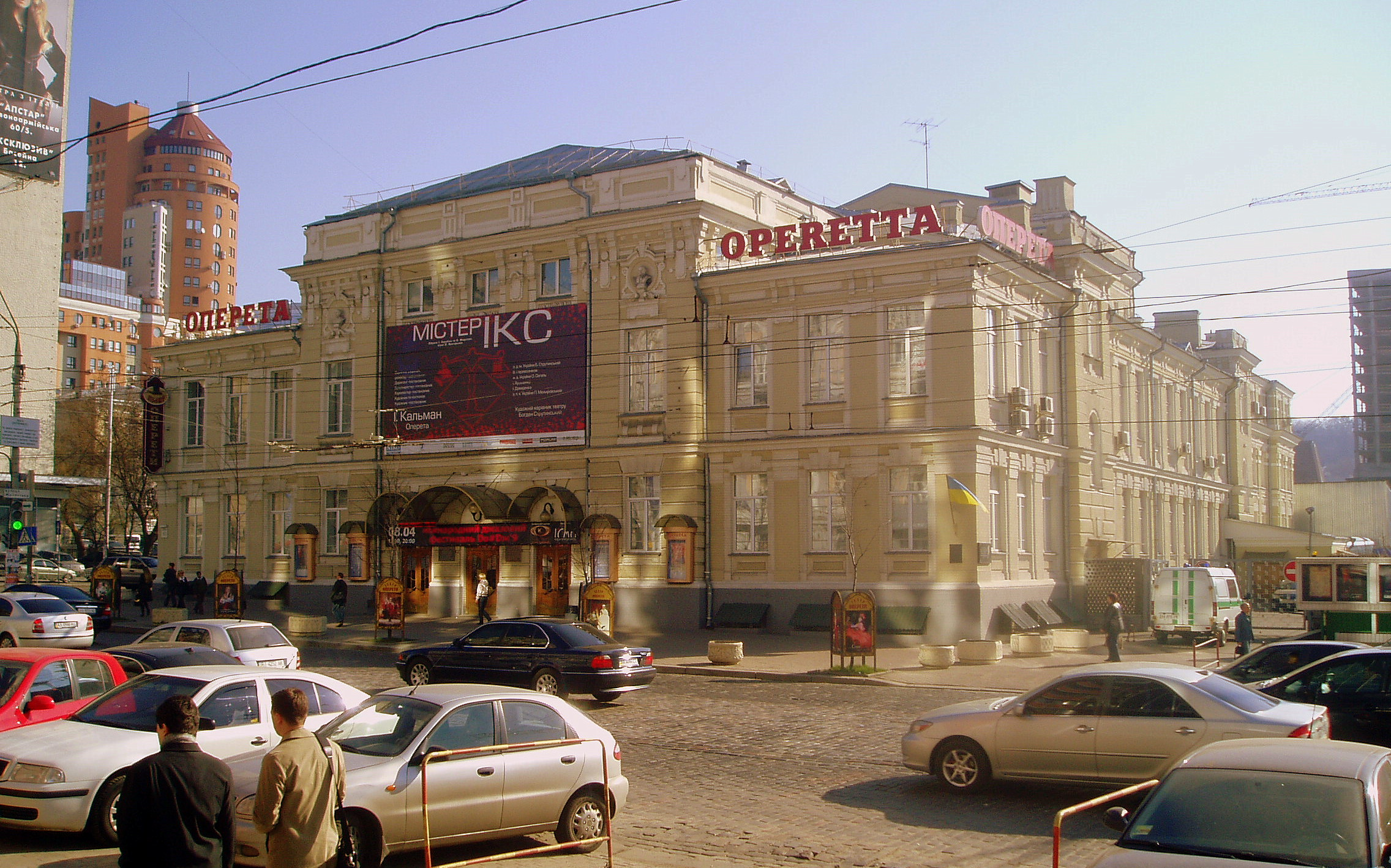
Приміщення Троїцького дому (Київський театр оперети). Реконструювалось під керівництвом Ернеста Бикова

Брав участь у проєктуванні як один з авторів
- музично-драматичних театрів у Сімферополі, Івано-Франківську, Ужгороді,
- санаторію «Карпати».

Розробив і розв'язав принципові конструктивні проблеми на всіх етапах проектування та будівництва українського музично-драматичного театру в Сімферополі (1970—1976).
Був головним конструктором будівництва нового приміщення Київського театру ляльок.

### Нове приміщення Київського театру ляльок

Стара водонапорна башта у парку
Нове приміщення Київського театру ляльок
Нове приміщення Київського театру ляльок
Стара водонапорна башта у парку

## Премії
- 1978 — Державна премія Української РСР імені Тараса Шевченка, разом з архітекторами Санією Афзаметдиновою та Віталієм Юдіним — за Кримський обласний український музично-драматичний театр у Сімферополі.
- 1990 — Державна премія Української РСР з архітектури, разом з архітекторами Борисом Жежеріним, Петром Болюком, Володимиром Булгаковим, Григорієм Заньком, Розою Каразіною, Віталієм Юдіним і художником Станіславом Адаменком — за реконструкцію Державного академічного театру опери і балету УРСР імені Т. Г. Шевченка.
- 2013 — Державна премія України в галузі архітектури (посмертно), разом з архітекторами Володимиром Хромченковим (посмертно), Наталією Штербуль, інженерами-будівельниками Іваном Волощуком, Володимиром Пащаком, Василем Тимковичем — за реконструкцію та реставрацію будівлі Одеського національного академічного театру опери та балету.